# Günter Kallinich
Günter Kallinich (* 20. Juni 1913 in Halberstadt; † 17. Juni 2012) war ein deutscher Pharmaziehistoriker.

## Werdegang
Kallinich wurde 1949 an der naturwissenschaftlichen Fakultät der Universität München promoviert und habilitierte sich 1961.
Von 1955 an war er Privatdozent an der Universität München und wurde dort 1965 zum außerplanmäßigen Professor ernannt.

## Auszeichnungen
- 1972: Fritz-Ferchl-Medaille
- 1979: Schelenz-Plakette

## Veröffentlichungen (Auswahl)
- mit Karin Figala: „Ortolf von Baierland“. Ein Beweis seiner Existenz. München 1968 (= Veröffentlichungen des Forschungsinstituts des Deutschen Museums, Reihe A. Kleine Mitteilungen. Band 39). Wiederabdruck in: Gerhard Baader, Gundolf Keil (Hrsg.): Medizin im mittelalterlichen Abendland (= Wege der Forschung. Band 363). Wissenschaftliche Buchgesellschaft, Darmstadt 1982, ISBN 3-534-06022-9, S. 293–296 (zuvor in: Sudhoffs Archiv. Band 51, 1967, S. 184–187).